# Błonie (województwo podkarpackie)
Błonie – wieś w Polsce położona w województwie podkarpackim, w powiecie mieleckim, w gminie Przecław.
| SIMC    | Nazwa         | Rodzaj     |
| ------- | ------------- | ---------- |
| 0658509 | Berdechów     | część wsi  |
| 0658515 | Kąty          | część wsi  |
| 0658521 | Łysa Góra     | część wsi  |
| 0658538 | Szczyry       | część wsi  |
| 0658544 | Wólka Błońska | przysiółek |

W latach 1975–1998 miejscowość administracyjnie należała do województwa rzeszowskiego.
Wierni kościoła rzymskokatolickiego należą do parafii Wniebowzięcia Najświętszej Maryi Panny w Przecławiu.